# Da Svante forsvandt
Da Svante forsvandt er en dansk film fra 1975, skrevet af Benny Andersen og filmens instruktør Henning Carlsen.

## Medvirkende
- Povl Dissing
- Benny Andersen
- Fritze Hedemann
- Ingolf David
- Karl Stegger
- Gotha Andersen
- Flemming Quist Møller
- Elin Reimer
- Helge Kjærulff-Schmidt
- Hans Christian Ægidius